# Apteranthes
Apteranthes J.C.Mikan, 1835 è un genere di piante succulente della famiglia delle Apocinacee.

## Distribuzione e habitat
Il genere è diffuso nelle isole Canarie, nel sud della Spagna, nelle isole di Linosa e Lampedusa, in tutto il Nord Africa, nella penisola arabica e nel subcontinente indiano.

## Tassonomia
Il genere comprende le seguenti specie:
- Apteranthes burchardii (N.E.Br.) Plowes
- Apteranthes europaea (Guss.) Murb.
- Apteranthes faucicola (Bruyns) Plowes
- Apteranthes joannis (Maire) Plowes
- Apteranthes munbyana (Decne.) Meve & Liede
- Apteranthes staintonii (H.Hara) Meve & Liede
- Apteranthes tuberculata (N.E.Br.) Meve & Liede